# Строганка (река)
Строганка — река в Смоленской области России в Смоленском районе протяжённость 31 километр. Максимальная ширина реки — 12 метров, максимальная глубина 6 метров. Впадает в реку Днепр. Имеет два крупных притока — Колодню и Волчейку. На реке присутствует небольшая каменная плотина, построенная местными детьми. Код ГВР — 04010000212105000008240.
Река от истока протекает по границе Корохоткинского и Тюшкинского сельского поселения, далее по территории Корохоткинского, Козинского сельских поселений и городского округа «город Смоленск».